# Ferrovia Cumana
A Ferrovia Cumana egy olaszországi vasúttársaság, mely a Torregavetát Nápollyal összekötő elővárosi vasútvonalat üzemelteti. A vasútvonalat 1889-ben építette a Società per le Ferrovie Napoletane. A vonal a Campi Flegrei északi részén levő településeket érinti, ellentétben Circumflegrea vonallal, mely a déli településeket köti össze szintén Nápoly és Torregaveta között. Napjainkban a EAV üzemelteti.
A 20 km hosszú vasútvonal a nápolyi Montesanto vasútállomásról indul.

## Járművek

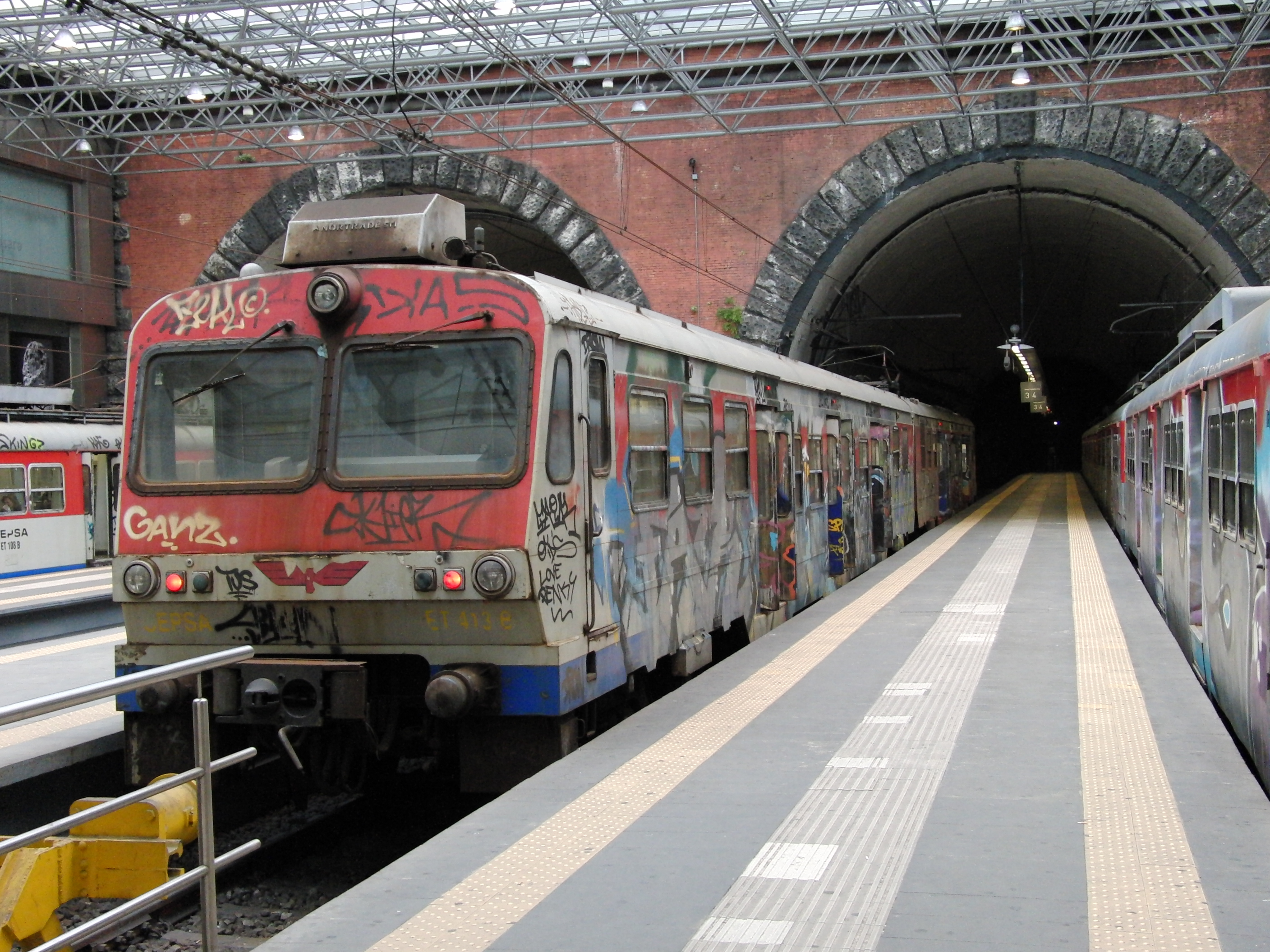
Elettrotreno SEPSA ET.400